# Bàng Manh
Bàng Manh (chữ Hán: 庞萌, ? – 30), người quận Sơn Dương , thủ lĩnh quân phiệt đầu đời Đông Hán. Ban đầu ông tham gia khởi nghĩa Lục Lâm, rồi quy thuận Lưu Tú, về sau bất mãn nên làm phản, trở thành thủ lĩnh một cánh quân phiệt, cuối cùng thất bại bị giết.

## Cuộc đời và sự nghiệp
Ban đầu Manh hưởng ứng khởi nghĩa Lục Lâm, thuộc phái hệ Hạ Giang. Canh Thủy đế lên ngôi (23), được làm Ký Châu mục, dưới quyền Thượng thư lệnh Tạ Cung, tham gia bình định Vương Lang. Khi Lưu Tú giết Tạ Cung, ông bèn quy hàng. Lưu Tú lên ngôi, là Quang Vũ đế (25), được làm Thị trung. Manh làm người khiêm tốn, nhu thuận nên rất được tín nhiệm, sủng ái. Đế thường khen rằng: "Có thể giao phó cho con côi (dài) sáu thước, có thể gởi gắm vận mệnh một nước (rộng) trăm dặm, trong khi nguy biến mà giữ tròn tiết tháo, ấy là Bàng Manh."  Được bái làm Bình địch tướng quân, cùng Hổ nha đại tướng quân Cái Duyên tiến đánh Đổng Hiến.  
Bộ tướng của Hiến là Bí Hưu dâng thành Lan Lăng hàng Hán, Hiến rời căn cứ Đàm Thành đi tấn công Hưu. Manh cùng Duyên đi Lan Lăng cứu Hưu, Đế cho rằng nên tấn công Đàm Thành thay vì cứu Lan Lăng, nhưng bọn Duyên, Manh rằng Hưu nguy cấp lắm rồi, không nghe, quả nhiên thất bại.  Sau đó, Đế gởi chiếu thư cho Duyên mà không gởi cho Manh, ông ngờ rằng Duyên gièm pha mình, đâm ra nghi hoặc, bèn phản.  
Manh bất ngờ tập kích đánh bại Cái Duyên, rồi liên kết với Đổng Hiến, tự xưng Đông Bình vương, đóng quân ở phía bắc Đào Thành . Ông đánh hạ Bành Thành, muốn giết Sở quận thái thú Tôn Manh, viên lại là Lưu Bình phủ phục lên mình thái thú, gào khóc xin chết thay, bản thân đã có 7 vết thương, ông cảm động mà tha cho. 
Đế nghe tin, cả giận, tự làm tướng đi thảo phạt Manh. Đế gởi thư cho chư tướng nói: "Ta luôn cho rằng Bàng Manh là trọng thần của quốc gia, lại dám đem lời ấy làm trò cười trong quân ư? Lão tặc đáng tội diệt tộc. Các ngươi hãy chuẩn bị binh mã, hội sư ở Tuy Dương!" Đổng Hiến nghe tin Đế thảo phạt Manh, bèn sai Tô Mậu, Giảo Cường đi trước, mình cùng Lưu Hu đi sau để giúp ông. Bọn Manh, Mậu, Cường hợp được 3 vạn quân, tiến gấp vây Đào Thành.  
Đế tự đem 3000 khinh kỵ đến Nhiệm Thành , cách Đào Thành 60 dặm. Bọn Manh bày trận khiêu chiến, Đế không ra. Ông biết Đế đã cho triệu bọn Đại tư mã Ngô Hán ở Đông Quận, e sợ quân Hán hội sư ở Nhiệm Thành mà mình không có căn cứ thì khó lòng địch nổi, nên nhân lúc họ còn ở xa hàng trăm dặm chưa thể đến ngay, mà dốc sức đánh Đào Thành. Nhưng quân Hán trong thành biết Đế đã đến, sĩ khí lên cao, bọn Manh vây đánh hơn 20 ngày, không hạ được. Tướng Hán là bọn Ngô Hán, Cái Duyên, Hán Trung tướng quân Vương Thường, Tiền tướng quân Vương Lương, Bộ lỗ tướng quân Mã Vũ, Thảo lỗ tướng quân Vương Bá đều đến tiếp ứng, tiến quân giải vây Đào Thành, Đế đích thân đốc chiến, bọn Manh đại bại, bỏ hết quân nhu, trong đêm bỏ trốn. Sau đó, Đổng Hiến cũng thất bại, Hiến cùng Manh chạy vào Tăng Sơn . Mấy ngày sau, người ở Đàm Thành (căn cứ của Hiến) nổi dậy đánh đuổi quân Hán, đón Hiến trở về, Manh cũng đi theo. Không được bao lâu, Ngô Hán đến đánh, Hiến, Manh bỏ thành chạy sang huyện Cù.  
Ngô Hán lại đánh Cù. Thành bị vây đến sang năm (30) thì hết lương. Hiến, Manh ngầm trốn ra, tập kích chiếm được huyện Cống Du. Lang Tà thái thú Trần Tuấn tấn công bọn họ, Hiến, Manh chạy vào trong chằm. Người huyện Phương Dữ là Kiềm Lăng giết Manh, gởi đầu đến Lạc Dương.  